# 1,2-Dichlorethan
1,2-Dichlorethan (Ethylendichlorid, EDC, früher auch Chloräther) ist eine farblose, brennbare und giftige Flüssigkeit mit chloroformartigem Geruch. Diese chemische Verbindung gehört zu den Chlorkohlenwasserstoffen.

## Geschichte
1,2-Dichlorethan wurde erstmals 1794 von den vier niederländischen Chemikern Adriaan Paets van Troostwijk, Johan Rudolph Deiman, Nicolaas Bondt und Anthonie Lauwerenburgh durch Reaktion von Ethen mit Chlor synthetisiert (Öl der holländischen Chemiker).

## Gewinnung und Darstellung
Großtechnisch hergestellt wird 1,2-Dichlorethan durch Oxychlorierung von Ethen mit Chlorwasserstoff und Sauerstoff in der Gasphase bei Temperaturen von 200 – 360 °C und Drücken von 1 – 9 bar. Als Katalysator wird Kupfer(II)-chlorid verwendet, gelegentlich verwendet man auch Eisen(III)-chlorid.
{\displaystyle \mathrm {H_{2}C{=}CH_{2}+2~HCl+1/2~O_{2}\rightarrow ClH_{2}C{-}CH_{2}Cl+H_{2}O} }
Der Katalysatorträger wird als Fest- oder Fließbett angeordnet und kann im Allgemeinen in jedem bekannten Reaktortyp erfolgen. Bevorzugt sind vor allem Wirbelschichtreaktoren.
Ein weiteres großtechnisches Verfahren zur Herstellung von 1,2-Dichlorethan beruht auf der Direktchlorierung von Ethen. Hierfür werden ebenfalls Metallhalogenide wie Eisen(III)-chlorid als Katalysator verwendet.
{\displaystyle \mathrm {H_{2}C{=}CH_{2}+Cl_{2}\rightarrow ClH_{2}C{-}CH_{2}Cl} }
Diese Reaktion verläuft mit einer spezifischen Reaktionsenthalpie von −182,6 kJ·mol−1 exotherm.

## Eigenschaften

### Physikalische Eigenschaften
1,2-Dichlorethan ist eine farblose Flüssigkeit. In fester Phase treten zwei polymorphe Formen auf. Das Polymorph II wandelt sich bei −98 °C mit einer Umwandlungsenthalpie von 2,845 kJ·mol−1 in das Polymorph I um, das bei −35,55 °C mit einer Schmelzenthalpie von 8,745 kJ·mol−1 schmilzt. Die Mischbarkeit mit Wasser ist sehr begrenzt. Mit steigender Temperatur steigt die Löslichkeit von 1,2-Dichlorethan in Wasser bzw. steigt die Löslichkeit von Wasser in 1,2-Dichlorethan.
| Löslichkeiten zwischen 1,2-Dichlorethan und Wasser |         |       |       |       |       |       |       |       |      |       |
| Temperatur                                         | °C      | 0     | 9,3   | 19,7  | 29,7  | 39,4  | 50,3  | 61,0  | 70,6 | 80,7  |
| 1,2-Dichlorethan in Wasser                         | in Ma-% | 0,82  | 0,77  | 0,72  | 0,81  | 0,98  | 1,06  | 1,08  | 1,13 | 1,06  |
| Wasser in 1,2-Dichlorethan                         | in Ma-% | 0,106 | 0,133 | 0,176 | 0,230 | 0,276 | 0,349 | 0,412 |      | 0,492 |

### Sicherheitstechnische Kenngrößen
1,2-Dichlorethan bildet leicht entzündliche Dampf-Luft-Gemische. Die Verbindung hat einen Flammpunkt von 13 °C. Der Explosionsbereich liegt zwischen 4,2 Vol.‑% (174 g/m3) als untere Explosionsgrenze (UEG) und 16 Vol.‑% (660 g/m3) als obere Explosionsgrenze (OEG). In Korrelation der Explosionsgrenzen mit der Dampfdruckfunktion ergibt sich ein unterer Explosionspunkt von 8 °C. Die Grenzspaltweite wurde mit 1,8 mm bestimmt. Es resultiert damit eine Zuordnung in die Explosionsgruppe IIA. Die Zündtemperatur beträgt 440 °C. Der Stoff fällt somit in die Temperaturklasse T2.

## Verwendung
Dichlorethan wird zur Herstellung von Vinylchlorid gebraucht. Es wird durch thermische Eliminierung in Vinylchlorid und Chlorwasserstoff umgewandelt. Aus 1,2-Dichlorethan wird auch 1,1,1-Trichlorethan hergestellt. Es ist ein gutes Lösungs- und Extraktionsmittel. Das 1,2-Dichlorethan wird in Abbeizmitteln, als sogenannter Scavenger in verbleiten Kraftstoffen, Lösungsmitteln für Harze (Kunstharz / Naturharz) und Asphalte und in Bitumen verwendet.
Außerdem wird es großtechnisch zur Herstellung von Ethylenaminen, speziell Ethylendiamin, durch Ammonolyse verwendet:
Zudem dient es als Lösungsmittel bei der Synthese von Polyepichlorhydrin.

## Zersetzung durch Bakterien
Forschern der Universität Gent ist es gelungen, einen Bakterienstamm zu isolieren, der das krebserzeugende und giftige 1,2-Dichlorethan innerhalb weniger Tage restlos abbauen kann. Die Wissenschaftler entschieden sich, dem Stamm den Namen Desulfitobacterium dichloroeliminans zu geben.

## Sicherheitshinweise und gesetzliche Regelungen
1,2-Dichlorethan ist hautreizend, narkotisierend, und führt zu Organschädigungen (Leber, Niere, Blut). Außerdem kann es die Früh- und Totengeburtenrate erhöhen. Es führt zu Vergiftungen beim Verschlucken. 1,2-Dichlorethan ist leichtentzündlich. Beim Verbrennen können gefährliche Gase entstehen. Bei Reaktionen mit Alkalimetallen kann es zu Explosionen kommen. 1,2-Dichlorethan ist sehr umweltschädlich und wassergefährdend (Wassergefährdungsklasse 3).
1,2-Dichlorethan wurde im Dezember 2011 aufgrund seiner Einstufung als krebserzeugend (Carc. 1B) in die Kandidatenliste der besonders besorgniserregenden Stoffe (Substance of very high concern, SVHC) aufgenommen.
Im August 2014 wurde 1,2-Dichlorethan danach in das Verzeichnis der zulassungspflichtigen Stoffe mit dem Ablauftermin für die Verwendung in der EU zum 22. November 2017 aufgenommen.